# Jefferson Mena
Jefferson Mena Palacios (Apartadó, 15 giugno 1989) è un calciatore colombiano, difensore dell'Atlético Bucaramanga.

## Caratteristiche tecniche
È un difensore centrale.

## Carriera
Cresciuto nelle giovanili dell'Independiente Medellín, ha esordito il 16 aprile 2011 in occasione del match di campionato perso 5-0 contro il La Equidad.
Nel luglio 2015 viene acquistato dal New York City.
Dopo due stagioni fra le file del club statunitense in cui colleziona 23 presenze viene ceduto in prestito al Barcelona SC.
Al termine del prestito rimane svincolato. Il 3 luglio successivo firma per l'Aldosivi.

## Palmarès

### Club

#### Competizioni nazionali
- Campionato colombiano: 1

Atletico Bucaramanga: 2024-I